# Pseudomicronia simpleifascia
Pseudomicronia simpleifascia är en fjärilsart som beskrevs av Swinhoe 1894. Pseudomicronia simpleifascia ingår i släktet Pseudomicronia och familjen Uraniidae. Inga underarter finns listade.